# نديم دوريتش
نديم دوريتش مواليد 24 يوليو 1993 في كازين، هو لاعب كرة قدم بوسني يلعب مع نادي أولمبيك سراييفو كلاعب وسط.

## المسيرة الاحترافية

### أندية لعب لها
- نادي كوبر
- نادي غوريتسا
- نادي أولمبيك سراييفو